# OpenCV
 (engl. Open Source Computer Vision) је библиотека програмских функција, углавном у реалном времену, првобитно развијена у Интеловом истраживачком центром у Нижњем Новгороду (Русија), раније подржавана од стране Willow Garrage, а сада подржавана од стране Itseez.  Библиотека је међуплатформска, омогућено коришћење библиотеке различитим софтверима, бесплатна за коришћење под open-source BSD линцецом.

## Историја
Званично покренут у 1999. години, у OpenCV пројекат је првобитно била иницијатива  Интел истраживања за унапређивање CPU-intensive апликацијама, апликацијама које користе велики део процесора, део серије пројеката, укључујући и праћења зрака у реалном времену и 3Д приказ зида. Главни доприносиоци пројекта су такође били и експерти за оптимизацију из Intel Russia, као и тим стручњака из Intel's Perfomance Library Team. У почетку OpenCV-a, циљеви пројекта су били :

-  претрага пружајући не само да отворен, него и оптимизован код за главни вид инфраструктуре. Фокус није бачен на поновни развој кода.
- Проширени вид знања тиме што се користи уобичајена инфраструктура на којој је развојни тим могао да надграђује тако да је код могао бити лакши за читање и трансфер.
- Напредније комерцијалне апликације, правећи преносив, перфомансно оптимизован код, који је био бесплатан, са лиценцом која није била отворена.

Прва Алфа верзија OpenCV је пуштена у јавност на IEEE Conference on Computer Vision and Pattern Recognition у 2000. години, и пет бета верзије су објављене између 2001. и 2005. Прва Верзија 1.0 је објављена 2006. године. Средином 2008. године, OpenCV је добила корпоративну подршку од Willow Garage-a, а сада поново у фази активног развоја. Верзија 1.1 је унапред објављена у октобру 2008. године.
Други велико објављивање OpenCV-а било је у октобру 2009. године. OpenCV 2 обухвата велике промене у интерфејсу језика C++, усмерен на лакше, облике који су лакши за писање, нове функције, и бољу имплементацију већ постојећих због потреби бољих перфоманси (посебно за потребе система који користе више језгара). Званично излази на сваких шест месеци, а развој је сада у рукама независних руских тимова који имају подршку комерцијалних корпорација.
У августу 2012. године, подршка за OpenCV је преузела непрофитна фондација OpenCV.org, која одржава развојни и кориснички сајт.

## Апликације
OpenCV апликација укључују:
- 2Д и 3Д алатке
- Систем за препознавање лица
- Препознавање покрета
- Интеракција човека и рачунара (HCI)
- Мобилна роботика
- Разумевање покрета
- Идентификација објекта
- Сегментација и препознавање
- Перцепција дубине од 2 камере
- Структура покрета (УЛП)
- Праћење кретања
- Проширена реалност - За подршку неких од наведених области, OpenCV укључује библиотеку за статистичку машинско учење, која садржи:
- Разгранато резонско учење
- Алгоритам очекивање-максимизација
- Алгоритам за К-најближих суседа
- Наивни Бајесов класификатор
- Вештачка неуронска мрежа
- Поступак вектора подршке (SVM)

## Програмски језик
OpenCV је написан у језику C++ и његов главни интерфејс је у C++ , али и даље садржи мање разумњив, старији, проширенији C интерфејс. Постоје везивања у Python-у, Java-и и у МATLAB-у. API за ове интерфејсе се могу наћи на интернету. Омотачи на другим језицима, као што су C#, Perl, Ch, and Ruby#, Perl-а, х, и Руби су дизајнирани да промовишу доношење широј публици.
Све нове технологије и алгоритми у OpenCV-у развијају се у интерфејс C++.

## Хардверско Убрзање
Ако библиотека пронађе Intel's Integrated Performance Primitives у систему, она ће користити своје оптимизоване поступке, да убрза себе.
Графички интерфејс заснован на CUDA технологији је у развоју од септембра 2010. године.
Графички интерфејс заснован на OpenCL-у је у развоју од Октобра 2012. године. Документација за верзију 2.4.9.0 се може наћи на docs.opencv.org.

## Подршка за оперативне системе
OpenCV ради на различитим платформама. Десктоп: Windows, Linux, OS X, FreeBSD, NetBSD, OpenBSD; Mobile: Android, iOS, Maemo, BlackBerry 10. Корисници могу да добију званична издања са  SourceForge-a или узети најновије кодове са GitHub-а. OpenCV користи CMake.